# Melastoma intermedium
Melastoma intermedium là một loài thực vật có hoa trong họ Mua. Loài này được Dunn mô tả khoa học đầu tiên năm 1908.